# Qanaqer-Zeytun
Qanaqer-Zeytun (in armeno Քանաքեռ-Զեյթուն ), noto anche come Kanaker-Zeytun è un distretto di Erevan, la capitale dell'Armenia, con 74.300 abitanti (dato 2018) situato nella parte nord orientale della città.
Confina con i distretti di Avan, Arabkir, Nor Nork e con il centro della città di Erevan, Kentron.

## Storia
Il villaggio di Qanaqer fu completamente distrutto durante il terremoto del 1679, che mieté 1228 vittime nel solo villaggio.
Zakaria Sarkavag (Զաքարիա Սարկավագ, anche conosciuto come Zakaria Qanaqertsi, ovvero Zaccaria di Qanaqer) ne diede ampio resoconto nei suoi annali di storia dell'Armenia.
Il barone Haxthausen riporta che l'ultimo tanuter (titolo nobiliare Armeno) di Qanaqer fu lo zio di Khačatur Abovjan, il celebre poeta, anch'esso nativo di Qanaqer.
Abovjan stesso fu storiografo ed etnografo del suo villaggio natale e ne descrisse usi e costumi.
L'abitato di Zeytun (in Armeno, oliva) fu a lungo disabitato dopo il terremoto e vide un'importante espansione solo in periodo sovietico, tra il 1944 ed il 1948.
Discendenti dei sopravvissuti del genocidio armeno si insediarono in quella zona, creando l'insediamento di Nor Zeytun (Նոր Զեյթուն, ovvero Nuovo Zeytun) che fu poi unito con Qanaqer per creare il distretto di Qanaqer-Zeytun.

## Monumenti e luoghi d'interesse
- Chiesa Armena di San Giacobbe (Սուրբ Հակոբ, Surp Hakob), distrutta durante il terremoto del 1679 e poi ricostruita grazie al contributo economico della famiglia Hakobjan di Tbilisi.[10] La parete occidentale riporta una iscrizione datata 1144, che lascia pensare che questo sia l'anno in cui venne costruito l'edificio originale. Presenta un impianto a tre navate, con l'altare maggiore collocato sul lato occidentale. La chiesa conserva anche tre khachkar anteriori al terremoto e datati 1504, 1571, 1621.[10]
- Chiesa Russa Ortodossa dell'Intercessione della Santa Madre di Dio, costruita tra il 1912 ed il 1917.[11]
- La casa-museo di Khačatur Abovjan, situata nell'antica mansione di famiglia. Costruita nel 1805 ed in buono stato di conservazione, contiene quattro ambienti visitabili: il forno di famiglia, la dispensa, la sala da pranzo e la veranda. La casa ricevette molti visitatori illustri, soprattutto tedeschi, data la vicinanza di Khačatur Abovjan con il movimento romantico. Tra essi si contano Friedrich Parrot, August Haxthausen, Friedrich von Bodenstedt ed Otto von Abich.[12]
- Monumento alla Madre Armenia nel Parco della Vittoria.